# Летающие лягушки
Летающие лягушки, или веслоногие лягушки, или веслоноги (лат. Rhacophorus) — род бесхвостых земноводных из семейства веслоногих лягушек, обитающих в Азии.

## Описание
Общая длина представителей этого рода колеблется от 6 до 10 см. Самки многих видов значительно крупнее самцов. Голова преимущественно широкая или уплощённая. Морда вытянута вперёд (у разных видов длина колеблется). Характерны большие глаза с горизонтальными зрачками.
На всех пальцах развиты большие дискообразные присоски. Перепонки между пальцами очень хорошо выражены, на задних лапах перепонка доходит до самых присосок, на передних может доходить как до присосок, так и к середине или даже трети пальцев. Поверхность перепонок у некоторых видов достигает 20 см².
Окраска разнообразна: от очень яркого (оранжевого, ярко-рыжего и зелёного с ярко-красными перепонками) до невзрачного (желтовато-коричневого и серо-зелёного).

## Распространение
Обитают в Южной, Юго-Восточной и Восточной Азии от южной Индии и Бутана на западе ареала до Вьетнама и Филиппинских островов на востоке и от южного Китая до Больших Зондских островов (Калимантан, Суматра, Сулавеси).

## Образ жизни
Населяют первичные, старые вторичные дождевые тропические леса на различных высотах. Ведут древесный образ жизни. Прыгая с ветки на ветку, они при помощи перепонок, максимально раздвигая пальцы, уплощая тело и таким образом планируя, могут перелетать расстояние в 10—12 м.
Активны преимущественно ночью. Питаются различными беспозвоночными.

## Размножение
Это яйцекладущие земноводные. Различные виды используют для размножения разные типы водоёмов. Некоторые откладывают икру в быстрых ручьях, некоторые предпочитают спокойные стоячие водоёмы, а многие пользуются небольшими временными водоёмами в розетках листьев и дуплах деревьев. Виды, размножающиеся в лужах, нередко используют заполнены водой ямы, вырытые дикими свиньями и носорогами. У некоторых видов (японская веслоногая лягушка) самки в период размножения носят самцов на спине. Икру откладывают в пенистых комках на листья, расположенные над водой, некоторые носят их прикреплёнными на брюхе.

## Виды
На июль 2022 года в род Rhacophorus включают 44 вида:
- Rhacophorus annamensis Smith, 1924 — Аннамский веслоног
- Rhacophorus baluensis Inger, 1954 — Крапчатобокий веслоног
- Rhacophorus barisani Harvey, Pemberton & Smith, 2002
- Rhacophorus bengkuluensis Streicher at al., 2014
- Rhacophorus bifasciatus Van Kampen, 1923
- Rhacophorus bipunctatus Ahl, 1927 — Двухпятнистый веслоног
- Rhacophorus borneensis Matsui, Shimada & Sudin, 2013
- Rhacophorus calcadensis Ahl, 1927
- Rhacophorus calcaneus Smith, 1924
- Rhacophorus catamitus Harvey, Pemberton & Smith, 2002
- Rhacophorus edentulus Müller, 1894 — Сулавесский веслоног
- Rhacophorus exechopygus Inger, Orlov & Darevsky, 1999
- Rhacophorus georgii Roux, 1904 — Целебесский веслоног
- Rhacophorus helenae Rowley, Tran, Hoang & Le, 2012
- Rhacophorus hoabinhensis Nguyen, Pham, Nguyen, Ninh et Ziegler, 2017
- Rhacophorus hoanglienensis Orlov at al., 2001
- Rhacophorus indonesiensis Hamidy & Kurniati, 2015
- Rhacophorus kio Ohler & Delorme, 2006
- Rhacophorus laoshan Mo, Jiang, Xie et Ohler, 2008
- Rhacophorus larissae Ostroshabov, Orlov & Nguyen, 2014
- Rhacophorus lateralis Boulenger, 1883
- Rhacophorus malabaricus Jerdon, 1870 — Малабарский веслоног
- Rhacophorus margaritifer (Schlegel, 1837) — Вулканный веслоног
- Rhacophorus marmoridorsum Orlov, 2008
- Rhacophorus modestus Boulenger, 1920 — Скромный веслоног
- Rhacophorus monticola Boulenger, 1896
- Rhacophorus nigropalmatus Boulenger, 1895 — Чернолапый веслоног
- Rhacophorus norhayatii Onn & Grismer, 2010
- Rhacophorus orlovi Ziegler & Köhler, 2001
- Rhacophorus pardalis Günther, 1858 — Леопардовый веслоног, или борнеоская летающая лягушка
- Rhacophorus poecilonotus Boulenger, 1920
- Rhacophorus pseudomalabaricus Vasudevan & Dutta, 2000
- Rhacophorus reinwardtii (Schlegel, 1840) — Яванский веслоног, или яванская веслоногая лягушка, или яванская летающая лягушка
- Rhacophorus rhodopus Liu & Hu, 1960
- Rhacophorus robertingeri Orlov, Poyarkov, Vassilieva, Ananjeva, Nguyen, Sang et Geissler, 2012
- Rhacophorus spelaeus Orlov, Gnophanxay, Phimminith et Phomphoumy, 2010
- Rhacophorus subansiriensis Mathew & Sen, 2009
- Rhacophorus trangdinhensis Kropachev, Evsyunin, Orlov et Nguyen, 2022
- Rhacophorus translineatus Wu, 1977 — Поперечнополосый веслоног
- Rhacophorus tuberculatus (Anderson, 1871)
- Rhacophorus turpes Smith, 1940
- Rhacophorus vampyrus Rowley, Le, Thi, Stuart et Hoang, 2010
- Rhacophorus verrucopus Huang, 1983
- Rhacophorus viridimaculatus Ostroshabov, Orlov & Nguyen, 2014

## Фото
- Чернолапый веслоног
- Двухпятнистый веслоног
- Rhacophorus lateralis
- Сулавесский веслоног
- Rhacophorus kio
- Rhacophorus pseudomalabaricus
- Rhacophorus calcadensis
- Rhacophorus bifasciatus